# برنهارد جرانت
برنهارد شيرلي هينيكر جرانت (19 نوفمبر 1887 - 4 مارس 1966) كان من هواة جمع الطوابع البريطانيين، وقّع على قائمة هواة جمع الطوابع المتميزين عام 1940.
وُلد جرانت في بوتون مونشيلسي، كينت، لوالديه ويليام شيرلي بيتمان جرانت وإديث مارغريتا كاثرين جرانت. كان يمتلك مجموعة طوابع حائزة على جوائز من جزر فوكلاند وبريد أيسلندا الجوي التجريبي 1930-1950.

## وفاته
توفي برنهارد جرانت في ميدستون عام 1966.